# Andrzej Imosa
Andrzej Imosa (ur. 17 lipca 1947 w Zborowie, zm. 6 kwietnia 1987 w Krakowie) – polski kolarz i szkoleniowiec.

## Życiorys
Reprezentował barwy klubu LKS Piast Chęciny. Przez lata należał do czołówki województwa kieleckiego. Po zakończeniu kariery zawodniczej zajął się szkoleniem młodzieży. W 1986 r. w Ostrowcu Świętokrzyskim założył sekcję kolarską.
22 marca 1987 r. podczas pierwszego wiosennego treningu, jadąc z grupą podopiecznych przez miejscowość Rudka Bałtowska koło Bałtowa, został zaatakowany przez pijanego chuligana. Upadając z rowerem uderzył fatalnie głową o jezdnię i stracił przytomność. Zmarł 6 kwietnia 1987 r. w klinice w Krakowie nie odzyskawszy przytomności. Pochowany został w Busku-Zdroju. 
Śmierć Andrzeja Imosy odbiła się głośnym echem w kraju. Dla uczczenia jego pamięci, kilka miesięcy po jego śmierci w Busku-Zdroju został zorganizowany I Memoriał Kolarski jego imienia. Od tamtej pory ta kolarska impreza rozgrywana jest wiosną każdego roku w Busku-Zdroju, 10 maja 2008 r. odbył się kolejny XXI Memoriał Kolarski im. Andrzeja Imosy.
Andrzej Imosa pochowany jest w Busku-Zdroju na cmentarzu parafialnym przy ulicy Langiewicza, opodal kaplicy.